# Ludwik Grohman

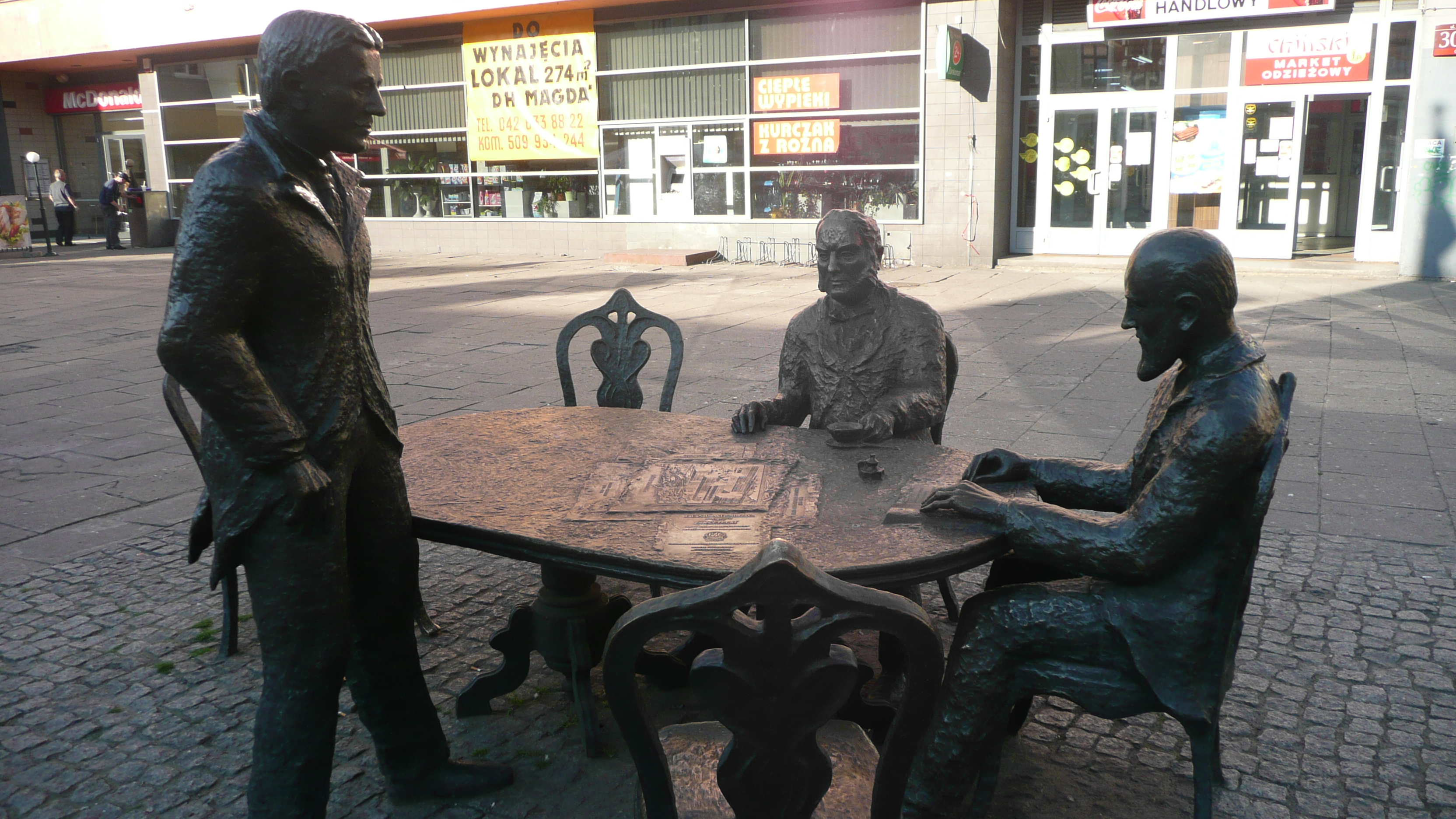
Ludwik Grohman, Karl Wilhelm Scheibler, Izrael Poznanski

Ludwik Grohman (28. června 1826 Zgierze – 1. února 1889 Lodž) byl majitelem továrny na bavlnu v Lodži. Byl jedním z průmyslníků, který stál na počátku rozvoje města, které se později stalo třetím největším městem v Polsku. Zasloužil se mimo jiné i o rozvoj protipožární ochrany a organizaci hašení požáru ve městě.

## Začátky v Lodži

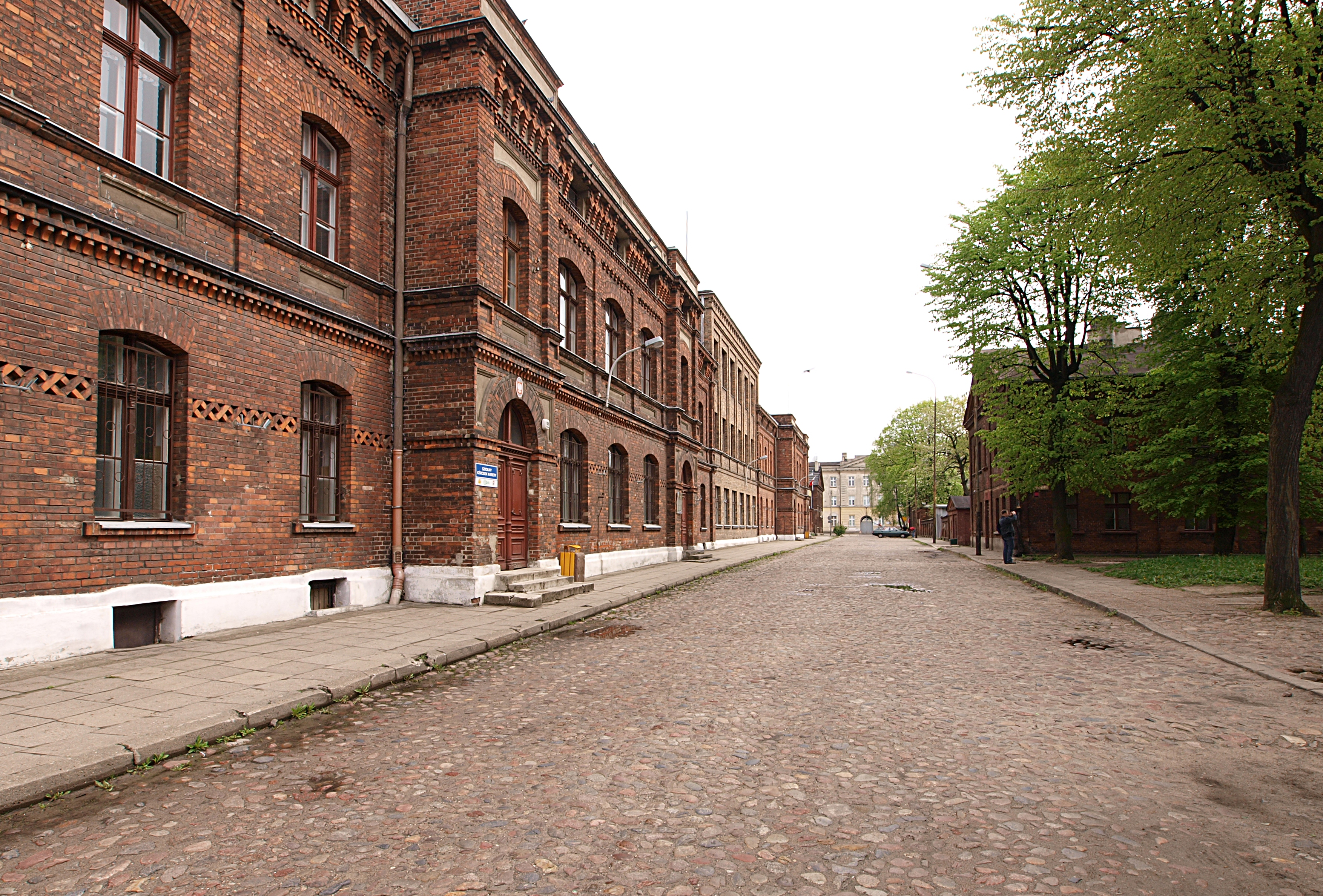
Księży Młyn

Když bylo Ludwikovi Grohmanovi 18 let, v roce 1844, se rodina přestěhovala ze Zgierze do Lodže, která byla vybrána jako místo, kde se měl rozvíjet textilní průmysl. V té době se město začalo rozrůstat a páteří města se stala Piotrkowska ulice. Textilní továrna a tkalcovna bavlny se přestěhovaly do bývalého vodního mlýna Lamus v Księży Młyně, převzatém na základě trvalého pronájmu v roce 1842. Zde se továrna postupně rozrůstala. Následně v roce 1854 byl závod vybaven parním strojem o výkonu 18 HP, který nahradil vodní pohon továrny. V roce 1861 se Ludwik oženil s Paulinou Adelinou Trenklerovou, dcerou Karola Trenklera, největšího křesťanského obchodníka s nitěmi v Lodži, což posílilo jeho finanční postavení. Ludwik řídil továrnu se svým otcem a po jeho smrti převzal plně vedení firmy, závod transformoval a byl přejmenován na továrnu „Ludwik Grohman“.

## Činnost v Lodži

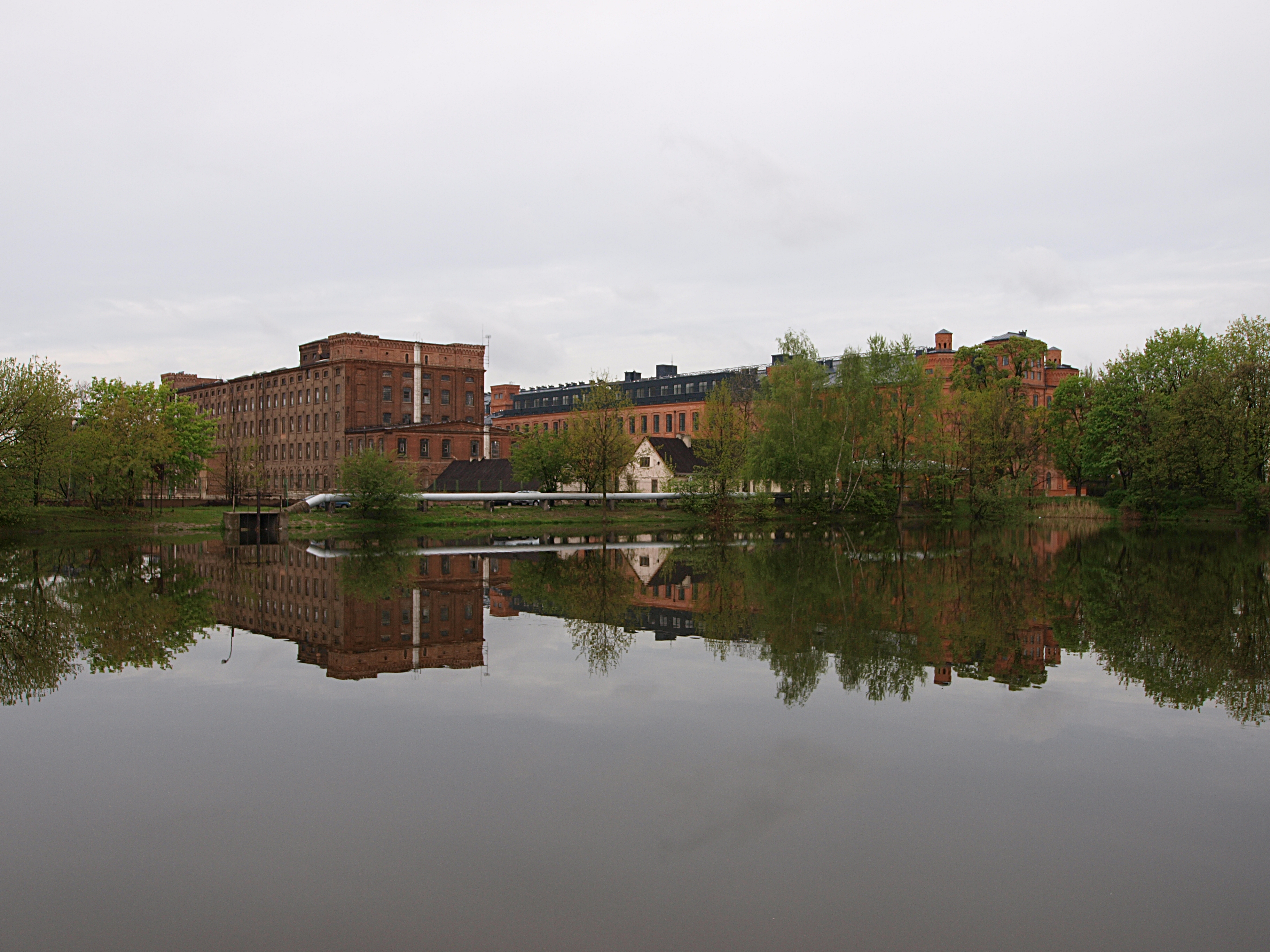
Księży Młyn

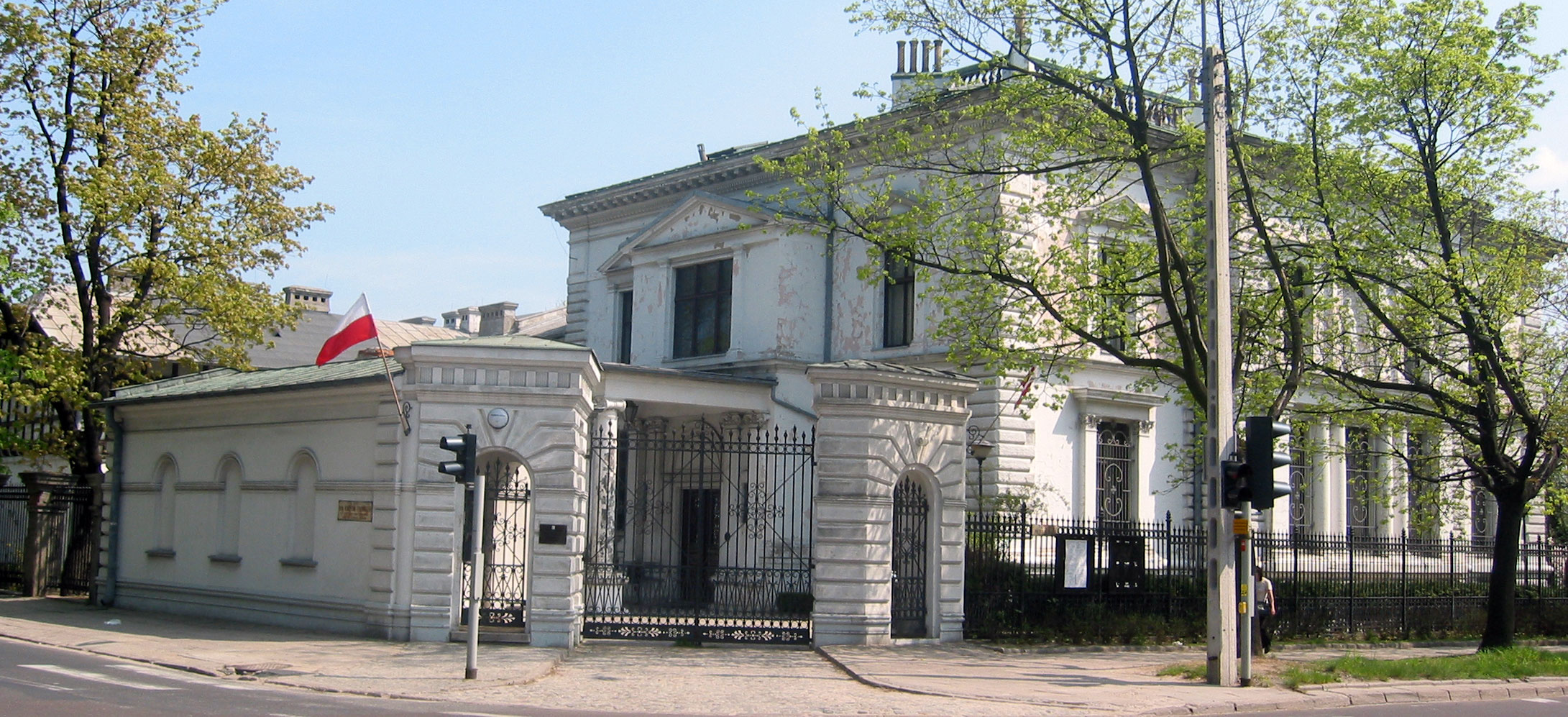
Grohmanův Palác Księży Młyn

V letech 1861–1869 byl členem městské rady. Byl předsedajícím lektorem a později členem Rady pro podrobnou péči St. Aleksandra v Lodži. V roce 1872 se stal jedním ze zakladatelů Bank Handlowy v Lodži, kde byl prezidentem správní rady. Ve stejném roce byl spoluzakladatelem Úvěrové společnosti města Lodže – původně byl zástupcem ředitele a od roku 1881 prezidentem jejího vedení. V roce 1881 se manželé přestěhovali do vily ve stylu italské renesance postavené na ulici Tylna 9/11, kterou navrhla Hilary Majewski, která byla tehdy městskou architektkou.
V roce 1874 jako první průmyslník z Lodže zřídil ve své továrně ze zaměstnanců protipožární sbor. Současně se podílel na organizaci hašení požárů ve městě – v letech 1876–1888 byl prvním prezidentem představenstva a prvním velitelem dobrovolného hasičského sboru v Lodži.
V roce 1884 se podílel na založení Lodžské křesťanské charitativní společnosti. V říjnu 1884 za horlivost projevenou při stavbě kostela sv. Alexandra Něvského v Lodži získal řád sv. Anny, 3. třídy a v říjnu 1888 mu byl udělen Řád svatého Stanislava, 2. třídy, za zvláštní péči o institucí podřízených ministerstvu školství. Ludwik Grohman 1. února 1889 zemřel.